# هرادیشتی (ناحیه بنشوف)
هرادیشتی (به چکی: Hradiště) یک منطقهٔ مسکونی در جمهوری چک است که در ناحیه بنشوو واقع شده‌است.